# Marina (drag-queen)
Marina   (Barcelona, 1988), nom artístic de Joan López Galo, abans coneguda com a Asul Marina, és una drag queen, creadora i directora audiovisual no-binària catalana. Va participar en la segona temporada de Drag Race España, en què va esdevenir finalista en quarta posició.
De fet, l'alter ego va ajudar-la a exterioritzar els trets de la seva personalitat tradicionalment considerats femenins i això la va conduir a descobrir-se no-binària. S'hi va bolcar del tot el 2011, a partir d'una estada a París en la qual es va sentir més lliure d'expressar-se, fins i tot si excedia els paràmetres binaris del gènere. Per consegüent, en castellà se la coneix popularment com «la diosa no binaria de Barcelona».
Es va iniciar en el drag al Candy Darling, un bar vora la plaça Universitat; gràcies al fet que hi era treballadora resident. Va començar vers el 2018 i es va tornar professional l'any següent. El 2019, va guanyar la drag race Futuroa Sarao Drag a la Sala Apolo. El 2022, en l'estrena de la segona temporada de Drag Race España, va homenatjar la icona LGBTI Ocaña amb la vestimenta que duia, però va destacar sobretot per aixecar-se la faldilla en l'actuació.
Va estudiar Comunicació Audiovisual i ha estat sempre afeccionada del cinema. En aquest àmbit, va dirigir el 2021 un videoclip de Maria Arnal i Marcel Bagés. El mateix any, va formar part de l'elenc del film de temàtica queer ¡Corten!, juntament amb Samantha Hudson i La Prohibida, i dirigit per Marc Ferrer. Més tard, el 2022, Marina mateix va escriure i dirigir l’anunci promocional dels XIV Premis Gaudí sota el lema Estimem-nos, protaganitzat per Ariadna Gil.

## Filmografia

### Televisió
- Drag Race España (2022)

### Cinema
- ¡Corten! (2021)

### Videoclips
- «Fiera de mí» de Maria Arnal i Marcel Bagés (2021)

### Anuncis
- Estimem-nos (2022)